# 697

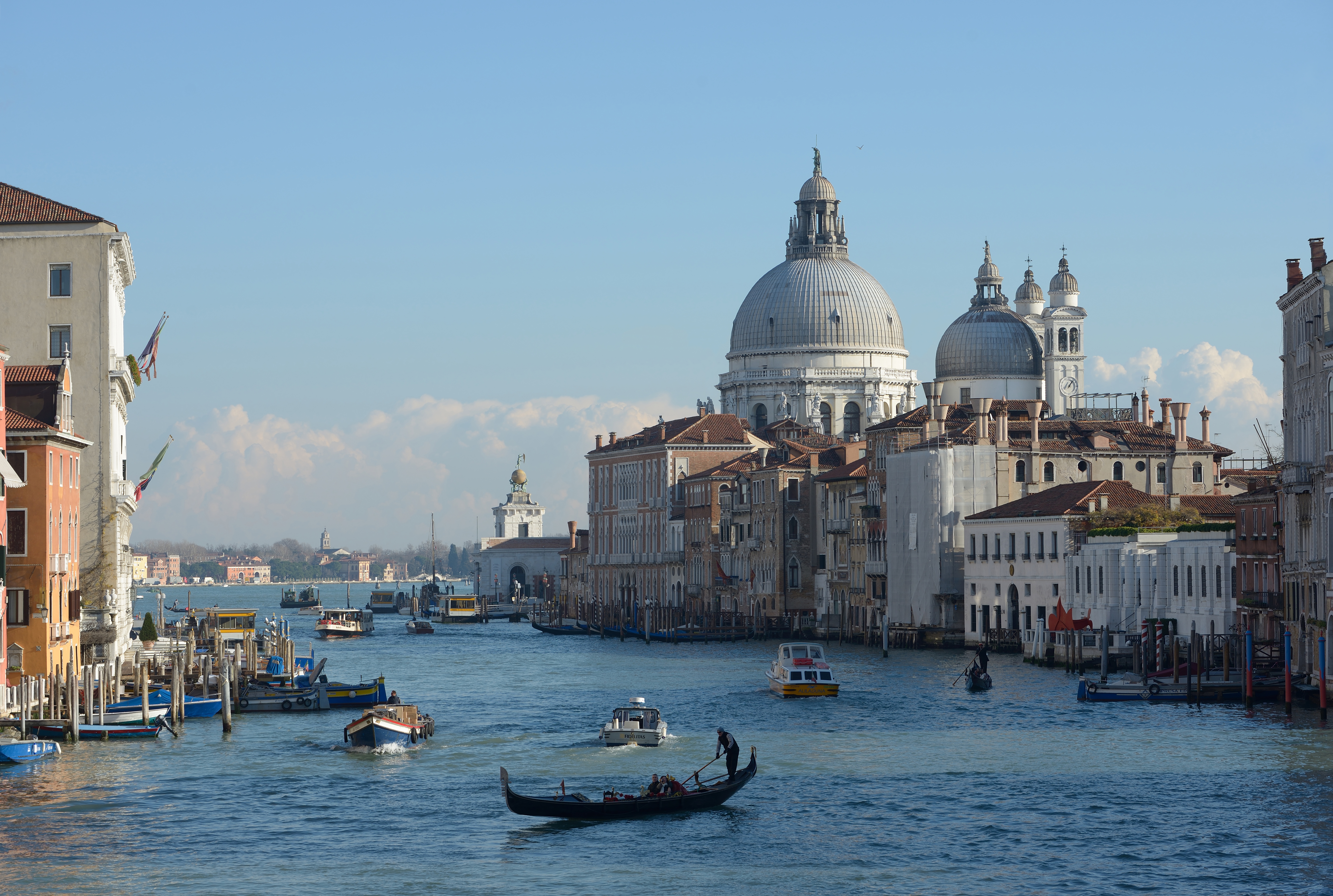
Het Canal Grande in Venetië (Italië)

Het jaar 697 is het 97e jaar in de 7e eeuw volgens de christelijke jaartelling.

## Gebeurtenissen

### Byzantijnse Rijk
- De Arabieren veroveren Carthago, het laatste Byzantijnse bolwerk in Noord-Afrika. Keizer Leontios II stuurt een vloot en weet de handelsstad opnieuw te heroveren. Hiermee wordt het Byzantijnse gezag tijdelijk hersteld.

### Brittannië
- Het Pictische koninkrijk Cait (huidige Caithness) in het noorden van Schotland houdt op te bestaan als een onafhankelijke staat.

### Europa
- Paolo Lucio Anafesto wordt door het patriarchaat Grado gekozen tot eerste doge van Venetië. Hij krijgt de taak om de stad te beschermen tegen de Longobarden en de Slaven die de lagune van Venetië bedreigen.
- Drogo van Champagne wordt na het overlijden van Nordebert benoemd tot hertog van Bourgondië.

### Azië
- Keizerin Jitō treedt af ten gunste van de 14-jarige Monmu (kleinzoon van keizer Tenmu). Hij volgt haar op als de 42e keizer van Japan.

## Geboren
- Milo van Trier, Frankisch bisschop (waarschijnlijke datum)

## Overleden
- Chlodulf, bisschop van Metz (of 696)
- Hugobert, Frankisch edelman (waarschijnlijke datum)
- Nordebert, hofmeier van Neustrië